# Markandeia
Markandeia es un antiquísimo rishi (sabio) de la mitología hinduista, nacido en el clan de los Bhrigu. Es uno de los chiran yivin (personas que viven para siempre).

## Nombre y etimología
- mārkaṇḍeya, en el sistema AITS (alfabeto internacional para la transliteración del sánscrito).
- मार्कण्डेय, en escritura devanagari del sánscrito.
- Pronunciación: /markandéia/.[1]
- Etimología: ‘hijo de Mrikandu’, siendo mṛga: ‘venado’, cualquier animal aṇḍa: ‘huevo’, testículo, nombre de un antiguo sabio.[1]

Es recordado como devoto tanto del dios Visnú como del dios Shivá y se le menciona en numerosas historias de los Puranas, especialmente el Markandeia-purana (que presenta el diálogo entre Markandeia y un sabio llamado Yaimini Rishi) y el Bhagavata-purana (del siglo XI a. C., que dedica varios capítulos a sus conversaciones y oraciones).
También se lo menciona en el Majábharata.
Markandeia es venerado en las tradiciones visnuistas, shivaístas y shaktas.

## Rescatado por el dios Shivá
Una leyenda relata la historia de cómo el dios Shivá protegió a Markandeia de las garras de la muerte (Yama):
Mrikandu Munivar y su esposa Marudmati adoraban a Shivá y le pedían la bendición de tener un hijo.
Como resultado se les dio a elegir entre tener un hijo muy dotado pero de corta vida en la Tierra, o un hijo de poca inteligencia pero de larga vida.
Mrikandu Munivar eligió lo primero y fue bendecido con su hijo Markandeia, un hijo ejemplar, destinado a morir a los 16 años de edad.
Markandeia creció como un gran devoto de Shivá y el día de su muerte anunciada siguió su adoración a Shivá en su forma de shivá-lingam (el falo de Shivá).
Los monstruosos iamadutas (mensajeros de Yama, el dios de la muerte) no fueron capaces de arrastrar el alma, debido a su gran devoción y su adoración continua a Shivá.
Yama entonces vino en persona para tomar la vida de Markandeia y lanzó su lazo alrededor del cuello del joven santo.
Por accidente del destino, la horca cayó alrededor del lingam, entonces emergió de la piedra el propio dios Shivá arrebatado de furia, que atacó inmediatamente a Yama por su acto de agresión.
Después de derrotar a Yama en batalla hasta el punto de la muerte, Shivá entonces lo revivió, bajo la condición de que el devoto joven pudiera ser inmortal.
Por esta leyenda, a Shivá se le conoce también como Kala Kalaya (el que mata a la muerte).
La oración Maja mritiunyaia stotra (gran oración de victoria a la muerte) también se le atribuye a Markandeia, y esta leyenda de Shivá conquistando a la muerte está inscrita en metal y adorada en Tirukkadavur (en Tamil Nadú, India).
Una historia similar se presenta en el Narasimha-purana, aunque en esta versión Markandeia fue rescatado por el dios Visnú después de que él recita el Mritiunyaia stotra (la oración [stuti] para vencer [yaia] a la muerte [mritiu].

## En el texto «Bhagavata-purana»
En el canto 12 del Bhagavata-purana (del siglo XI a. C. aprox.) se cuenta otra historia relacionada con la larga vida de Markandeia: el sabio habría sobrevivido a la destrucción del universo previo (que en el hinduismo es un acontecimiento cíclico que sucede cada varios miles de millones de años).
Cuando el agua que existe en el fondo de este universo empezó a subir y alcanzó la Tierra, Markandeia le rezó al dios Visnú para que lo rescatara.
Visnú apareció en la forma de un bebé flotando sobre una hoja de una planta. Le declaró al sabio que él era el Tiempo y la Muerte.
Le pidió al sabio que entrara en su boca y se salvara del diluvio universal.
El sabio entró en la boca del bebé, pero dentro de Visnú vio el cosmos entero, con todos los dioses y semidioses.
Cuando muchísimo tiempo después el sabio emergió de la boca, el bebé Visnú todavía flotaba sentado en su hoja.

## Markandeia purana
La sección Devi-majatmia (en el Markandeia-purana) es uno de los textos más importantes de la tradición shakti.

## Películas acerca de Markandeia
- Markandeya en Internet Movie Database (en inglés). (1922).
- Markandeya en Internet Movie Database (en inglés). (1938).
- Bhakta Markandeya en Internet Movie Database (en inglés). (1956).